# S Ori 56
S Ori 56 ist ein L-Zwerg (ca. L0.5) im Sternbild Orion. Er wurde 2000 von Maria Rosa Zapatero Osorio et al. entdeckt.